# Rolfs
Rolfs is een stadje binnen de Zweedse gemeente Kalix. Rolfs is een afkorting van Rolfsbacken. Het dorp wordt al in 1543 genoemd; er zijn dan vier landbouwers in het gebied actief. In 1871 zijn het er nog steeds maar 18. In 1997 heeft Rolfs ongeveer 1000 inwoners en is daarna qua inwonersaantal stabiel.
Rolfs ligt tegenover Kalix aan de Kalixälven. De oeververbinding is tevens de brug voor de Europese weg 4 die de steden verbindt. Rolfs wordt soms gezien als stadsdeel van Kalix, maar is dat niet; het heeft wel een regionale busverbinding met de stad. Onder Rolfs vallen de volgende dorpen: Grytnäs, Johannisberg, Filipsborg, Vallen en Sandviken. Vallen wordt echter administratief gezien als een apart dorp.
Bestuurscentrum: Kalix (tätort)
Tätort: Båtskärsnäs · Bredviken · Gammelgården · Karlsborg · Morjärv · Nyborg · Påläng · Risögrund · Rolfs · Sangis · Töre
Småort: Åkroken · Björkfors · Börjelsbyn · Granholmen · Innanbäcken · Innanlandet · Kälsjärv · Lappbäcken · Målson · Månsbyn · Ryssbält · Siknäs · Storön · Stråkanäs · Sören · Vallen · Vånafjärden
Overig: Björkvattnet · Bjumisträsk · Bondersbyn · Brattlandet · Empoberget · Forsbyn · Granån · Grubbnäsudden · Grytnäs · Hällfors · Holmträsk · Hömyrfors · Kamlunge · Klinten · Korpikå · Långfors · Lantjärv · Marieberg · Moån · Östanfjärden · Östra Flakaträsk · Östra Granträsk · Övermorjärv · Räktjärv · Rian · Småkvarn · Sockenträsk · Stora Lappträsk · Storsien · Tjäruträsk · Törböle · Törefors · Västannäs · Västra Flakaträsk · Vitvattnet ·